# Coby Fleener
Jacoby Fleener (20 de septiembre de 1988 en Lemont, Illinois) es un jugador de fútbol americano que ocupa la posición de Ala Cerrada y que milita en las filas de los Indianapolis Colts de la National Football League (NFL). Fue seleccionado 34a general por los Colts en el Draft de la NFL del 2012, donde fue considerado uno de los mejores prospecto de Ala Cerrada.

## Carrera universitaria
Fleener fue nombrado al All-America por CBSSports.com en su último año en el 2011. En el combinado de la NFL, en las pesas Fleener hizo 27 repeticiones de 225 en 6.6, aunque no pudo correr por una lesión en el tobillo.

## Carrera profesional

### Indianapolis Colts
Los Indianapolis Colts seleccionaron a Fleener 34a global en el Draft de la NFL de 2012 después de seleccionar a su excompañero universitario, el Quarterback Andrew Luck, primero en general. Fleener fue el primer Ala Cerrada seleccionado en el Draft de la NFL del 2012.
El 25 de julio, los Colts y Fleener acordaron un contrato de 4 años.